# 萨利纳斯 (阿利坎特省)
萨利纳斯，是西班牙巴伦西亚自治区阿利坎特省的一个市镇。总面积62km2，总人口1299人（2001年），人口密度21人/km2。